# Jean-Christophe Bouvet
Jean-Christophe Bouvet, född 24 mars 1947 i Paris, är en fransk skådespelare och manusförfattare.

## Roller (urval)
- 1991 – Inga kyssar
- 1992 – Våldsamma nätter
- 2000 – Taxi 2
- 2001 – Alla rivoluzione sulla due cavalli
- 2003 – Taxi 3
- 2004 – Vår tids musik
- 2006 – Maktens rus
- 2006 – Marie Antoinette
- 2007 – Kapten Ahab
- 2007 – Taxi 4
- 2010 – Svart Venus
- 2020–2022 – Emily in Paris (TV-serie)